# Gare Lille-Flandres (stacja metra)
Gare Lille-Flandres – stacja węzłowa metra w Lille, położona na linii 1 i 2. Znajduje się w Lille, w dzielnicy Lille-Centre i obsługuje dworzec kolejowy Lille-Flandres.
Została oficjalnie otwarta 25 kwietnia 1983 przez ówczesnego prezydenta Republiki Francuskiej François Mitterranda. 1 kwietnia 1989 otwarto stację na drugiej linii metra.